# William Parker (corsario)
William Parker (muerto 1617) fue un corsario y navegante británico que alcanzó el rango de vicealmirante de la armada británica. También fue alcalde de Plymouth en el condado de Devon, Inglaterra, su ciudad natal.

## Datos biográficos
Nació cerca de Plymouth, Devon (Inglaterra), en fecha imprecisa, habiendo sido mercader naval y codueño de una importante casa de mercaderes. Participó en la política local y llegó a ser alcalde de Plymouth. Se convirtió en corsario al servicio de la reina Isabel I de Inglaterra.
En 1587 navegó y combatió al lado de Francis Drake, durante la famosa redada del corsario británico en la expedición de Cádiz, en España.
En la década de 1590, el capitán Parker navegó de un lado a otro en las Indias del oeste, particularmente en el mar Caribe, donde saqueó diversos puertos en los territorios conquistados por los españoles y ahí cobró fama. Atacó Puerto Cortés en Honduras en 1594 y 1595. Después, en 1596, entró en sociedad con Anthony Shirley, pero esta relación terminó por infructuosa.
Parker atacó San Francisco de Campeche (hoy Campeche, México), en la Capitanía General de Yucatán en 1597 y 1598. Fue repelido en las dos ocasiones. En la segunda de las incursiones, Parker fue herido, pero sobrevivió y logró un éxito relativo al capturar una fragata española que llevaba plata hacia San Juan de Ulúa, tesoro con el que logró huir.
El capitán Parker fue luego capturado en Portobelo, Panamá, en febrero de 1601. Este era entonces un puerto muy importante por ser el punto de salida de los tesoros peruanos hacia España. Más tarde Parker navegó en toda la región del Caribe saqueando varios lugares, entre otros el puerto de Vincent en Cabo Verde. En una ocasión fue capturado y retenido para cobrar su rescate en la isla de Cubagua, en donde había capturado un barco portugués que transportaba esclavos. 
Sus éxitos navales le aseguraron una posición prominente en su país y en Plymouth, donde hasta la fecha es admirado como héroe, fue elegido alcalde en 1601. Fue también  miembro fundador de la Compañía de Virginia en 1606. Parker al final de sus días fue nombrado vicealmirante de la armada británica, poniéndose a la cabeza en una expedición que alargaba sus correrías como corsario en el océano Pacífico, habiendo fallecido en combate, en la isla de Java, Indonesia, en 1617.

### Incursión en San Francisco de Campeche en 1597
Así es como la enciclopedia Yucatán en el Tiempo narra los acontecimientos protagonizados por Parker en 1597 cuando atacó la población de San Francisco de Campeche a fin de saquearla:

"En 1597 el pirata inglés William Parker (Guillermo Parque, como le llamaban los cronistas españoles), asaltó la villa de San Francisco de Campeche. Un día apareció en el puerto una flota compuesta por tres navíos que se mantuvieron a una cierta distancia de la costa, sin visos de atacar. Los confiados vecinos se retiraron a sus domicilios sin pensar que la presencia de los piratas pasase de cierta amenaza. Bien entrada la noche, con la complicidad de un vecino llamado Juan Venturate, desembarcaron en la playa de San Román y atacaron la villa. Sorprendidos los campechanos abandonaron sus viviendas; pero ya repuestos se reunieron en el templo de San Francisco y desde ahí, bajo las órdenes de sus alcaldes, Pedro de Interián y Francisco Sánchez, organizaron el contraataque, entrado el día siguiente. Tras horas de lucha, Parker ordenó la retirada pero en su precipitada fuga, abandonaron parte del botín, a algunos prisioneros y a Venturate, a quien, al conocerse su complicidad, se le condenó a muerte en juicio sumario y fue ejecutado...." ".... en el contraataque participó otro barco amigo que venía de Yucatán con el propósito de auxiliar a la población y que uniéndose a otras embarcaciones campechanas prosiguieron la persecución de Parker a quien dieron alcance, logrando capturar a uno de sus barcos piratas con todo y la tripulación. Durante diecisiete días Parker voltejeo en torno al puerto con la esperanza de recuperar el navío perdido, sin lograrlo. Finalmente desistió de su propósito y enfiló hacia otros rumbos...."